# Tjutejaure
Tjutejaure är en sjö i Gällivare kommun i Lappland och ingår i Kalixälvens huvudavrinningsområde. Sjön har en area på 0,832 kvadratkilometer och ligger 522 meter över havet. Tjutejaure ligger i Lina fjällurskog Natura 2000-område. Sjön avvattnas av vattendraget Låpesj-Jåkka.

## Delavrinningsområde
Tjutejaure ingår i det delavrinningsområde (748814-168784) som SMHI kallar för Utloppet av Tjutejaure. Medelhöjden är 574 meter över havet och ytan är 17,53 kvadratkilometer. Det finns inga avrinningsområden uppströms utan avrinningsområdet är högsta punkten. Låpesj-Jåkka som avvattnar avrinningsområdet har biflödesordning 2, vilket innebär att vattnet flödar genom totalt 2 vattendrag innan det når havet efter 345 kilometer. Avrinningsområdet består mestadels av skog (91 procent). Avrinningsområdet har 0,83 kvadratkilometer vattenytor vilket ger det en sjöprocent på 4,7 procent.